# Хендерсон, Стивен (актёр)
Стивен Маккинли Хендерсон (англ. Stephen McKinley Henderson; род. 31 августа 1949 года, Канзас-Сити) — американский актёр. Наибольшую известность ему принесли роли в фильмах «Ограды» и «Леди Бёрд».

## Биография
Стивен родился 31 августа 1949 года в Канзас-Сити, штат Миссури, США. Учился в Джульярдской школе, университете искусств Северной Каролины и университете Пердью.
Много лет играл в различных американских театрах. За роль в постановке «Between Riverside and Crazy» был удостоен премии «Obie 2015» в категории «Лучшее исполнение» и номинации на премию «Драма Деск 2015» в категории «Лучший актёр».
Дебютировал в кино в 1979 году. Активно сниматься начал в 2000-х годах. Широкая известность пришла к Стивену в 2016 году после исполнения роли Джима Боно в фильме «Ограды», за которую он был номинирован на ряд премий. Примечательно, что в 2010 году за ту же роль в одноимённой театральной постановке Хендерсон был номинирован на премию «Тони».
В 2017 году сыграл в фильме «Леди Бёрд», за роль в котором получил премию «CinEuphoria Awards», а также ряд номинаций на другие награды.
Сыграл Суфира Хавата в фильмах «Дюна» и «Дюна: Часть вторая».

## Избранная фильмография
| Год       |   | Русское название                      | Оригинальное название               | Роль                  |
| --------- | - | ------------------------------------- | ----------------------------------- | --------------------- |
| 1995—2010 | с | Закон и порядок                       | Law & Order                         | судья Марк Крамер     |
| 2001      | с | Закон и порядок: Преступное намерение | Law & Order: Criminal Intent        | Абернети              |
| 2005—2006 | с | Закон и порядок: Специальный корпус   | Law & Order: Special Victims Unit   | судья Бернард         |
| 2008      | с | Новый Амстердам                       | New Amsterdam                       | Омар Йорк             |
| 2011      | ф | Как украсть небоскрёб                 | Tower Heist                         | Лестер                |
| 2011      | ф | Жутко громко и запредельно близко     | Extremely Loud and Incredibly Close | слесарь Уолт          |
| 2012      | с | Новости                               | The Newsroom                        | Соломон Хэнкок        |
| 2012      | ф | Линкольн                              | Lincoln                             | Уильям Слэйд          |
| 2016      | ф | Манчестер у моря                      | Manchester by the Sea               | мистер Эмери          |
| 2016      | ф | Ограды                                | Fences                              | Джим Боно             |
| 2017      | ф | Леди Бёрд                             | Lady Bird                           | отец Левиач           |
| 2017      | с | Раскаяния выжившего                   | Survivor's Remorse                  | Соломон               |
| 2018      | с | Ординатор                             | The Resident                        | Дэррил Филлипс        |
| 2018      | с | Чёрный список                         | The Blacklist                       | доктор Фрэнсис Вернер |
| 2018      | с | Бойтесь ходячих мертвецов             | Fear the Walking Dead               | Клэйтон               |
| 2019      | с | Доказанная невиновность               | Proven Innocent                     | судья Фрай            |
| 2019—2021 | с | Wu-Tang: Американская сага            | Wu-Tang: An American Saga           | дядя Холлис           |
| 2020      | с | Разрабы                               | Devs                                | Стюарт                |
| 2020      | с | Беги                                  | Run                                 | Джон                  |
| 2021      | ф | Дюна                                  | Dune                                | Суфир Хават           |
| 2022      | ф | Мост через озеро                      | Causeway                            | доктор Лукас          |
| 2023      | ф | Все страхи Бо                         | Disappointment Blvd.                | доктор Джереми Фрил   |
| 2024      | ф | Дюна: Часть вторая                    | Dune: Part Two                      | Суфир Хават           |
| 2024      | ф | Гражданская война                     | Civil War                           |                       |